# Katharina Schiechtl
Katharina Schiechtl (Zams, 1993. február 27. –) osztrák női válogatott labdarúgó, a német Werder Bremen középpályása.

## Pályafutása

### Klubcsapatokban
2013 óta a Werder Bremen keretének tagja.

### A válogatottban
Részt vett a 2017-es Európa-bajnokságon.

## Sikerei, díjai

### A válogatottban
Ausztria
- Ciprus-kupa győztes: 2016[2]